# American Music Awards de 2008
O American Music Awards de 2008 foi realizado em 23 de novembro de 2008, no Nokia Theatre L.A. LIVE, em Los Angeles, nos Estados Unidos. A cerimônia foi apresentada pelo apresentador estadunidense Jimmy Kimmel. Os indicados foram anunciados em 11 de outubro de 2008.

## Performances
| Artista                                   | Canção | Apresentado por   |
| ----------------------------------------- | --- | ----------------- |
| Christina Aguilera                        | "Beautiful" Keeps Gettin' Better" Genie in a Bottle" Dirrty" Ain't No Other Man" Fighter"                     | —                 |
| New Kids on the Block                     | "Single" "You Got It (The Right Stuff)" "Please Don't Go Girl" "I'll Be Loving You (Forever)" "Dirty Dancing" | Jimmy Kimmel      |
| P!nk                                      | "Sober" | Scott Weiland     |
| Taylor Swift                              | "White Horse"                                                                                                 | David Cook        |
| Ne-Yo                                     | "Miss Independent" Closer"                                                                                    | —                 |
| Leona Lewis                               | "Better in Time"                                                                                              | Jesse McCartney   |
| Miley Cyrus                               | "Fly on the Wall"                                                                                             | Billy Ray Cyrus   |
| Coldplay                                  | "Lovers in Japan"                                                                                             | —                 |
| Mariah Carey                              | "I Stay in Love"                                                                                              | Terrence Howard   |
| The Fray                                  | "You Found Me"                                                                                                | Kate Walsh        |
| Beyoncé                                   | "Single Ladies (Put a Ring on It)"                                                                            | The-Dream         |
| Jonas Brothers                            | "Tonight" | Demi Lovato       |
| The Pussycat Dolls                        | "I Hate This Part" When I Grow Up"                                                                            | —                 |
| Annie Lennox                              | "Why" | Justin Timberlake |
| Natasha Bedingfield                       | "Soulmate" Unwritten" Pocketful of Sunshine"                                                                  | —                 |
| Rihanna                                   | "Rehab" | —                 |
| Kanye West                                | "Heartless"                                                                                                   | Jimmy Kimmel      |
| Sarah McLachlan P!nk                      | "Angel" | —                 |
| Alicia Keys Queen Latifah Kathleen Battle | "Superwoman"                                                                                                  | —                 |

## Vencedores e indicados
| Artista do Ano (apresentado por Steven Tyler e Joe Perry)                          | T-Mobile Artista Revelação (apresentado por Ashley Tisdale)                                                     |
| ---------------------------------------------------------------------------------- | --- |
| - Chris Brown - Coldplay - Eagles - Alicia Keys - Lil Wayne - Lady Gaga            | - Jonas Brothers - Colbie Caillat - Flo Rida - Paramore - The-Dream                                             |
| Cantor de Pop/Rock (apresentado por Paris Hilton e T-Pain)                         | Cantora de Pop/Rock (apresentado por Daughtry)                                                                  |
| - Chris Brown - Kid Rock - Usher                                                   | - Rihanna - Mariah Carey - Alicia Keys                                                                          |
| Banda/Dupla/Grupo Pop/Rock (apresentado por Mötley Crüe)                           | Álbum de Pop/Rock (apresentado por Richie Sambora e Colbie Caillat)                                             |
| - Daughtry - Coldplay - Eagles                                                     | - As I Am - Alicia Keys - Viva la Vida or Death and All His Friends - Coldplay - Long Road Out of Eden - Eagles |
| Cantor de Country (apresentado por Shailene Woodley e David Archuleta)             | Cantora de Country (apresentado por Nick Lachey e Sarah Chalke)                                                 |
| - Brad Paisley - Garth Brooks - Kenny Chesney                                      | - Taylor Swift - Reba McEntire - Carrie Underwood                                                               |
| Banda/Dupla/Grupo de Country (apresentado por Lance Bass)                          | Álbum de Country                                                                                                |
| - Rascal Flatts - Brooks & Dunn - Sugarland                                        | - Carnival Ride - Carrie Underwood - The Ultimate Hits - Garth Brooks - Still Feels Good - Rascal Flatts        |
| Cantor de Rap/Hip Hop (apresentado por Jordin Sparks e Enrique Iglesias)           | Banda/Dupla/Grupo de Rap/Hip Hop                                                                                |
| - Kanye West - Flo Rida - Lil Wayne                                                | - Three 6 Mafia - G-Unit - Wu-Tang Clan                                                                         |
| Álbum de Rap/Hip Hop (apresentado por Nickelback)                                  | Álbum de Soul/R&B (apresentado por Akon e Julianne Hough)                                                       |
| - Graduation – Kanye West - American Gangster – Jay-Z - Tha Carter III – Lil Wayne | - As I Am – Alicia Keys - Growing Pains – Mary J. Blige - E=MC² – Mariah Carey                                  |
| Cantor de de Soul/R&B                                                              | Cantora de de Soul/R&B (apresentado por Jamie Foxx)                                                             |
| - Chris Brown - J. Holiday - Usher                                                 | - Rihanna - Mary J. Blige - Alicia Keys                                                                         |
| Artista de Rock Alternativo                                                        | Artista Adulto Contemporâneo                                                                                    |
| - Linkin Park - Coldplay - Foo Fighters                                            | - Jordin Sparks - Daughtry - Eagles                                                                             |
| Melhor Trilha Sonora                                                               | Artista Latino                                                                                                  |
| - Alvin e os Esquilos - Juno - Mamma Mia!                                          | - Enrique Iglesias - Juanes - Wisin & Yandel                                                                    |
| Artista Inspirador Contemporâneo                                                   | Prêmio Honorário (apresentado por Terrence Howard)                                                              |
| - Third Day - Casting Crowns - MercyMe                                             | Mariah Carey |
| Prêmio de Mérito (apresentado por Justin Timberlake)                               | |
| Annie Lennox                                                                       | |